# Lataxiena
Lataxiena là một chi ốc biển, là động vật thân mềm chân bụng sống ở biển thuộc họ Muricidae, họ ốc gai.

## Các loài
Các loài thuộc chi Lataxiena bao gồm:
- Lataxiena blosvillei (Deshayes, 1832)[2]
- Lataxiena bombayana (Melvill, 1893)[3]
- Lataxiena cumella (Jousseaume, 1898)[4]
- Lataxiena desserti Houart, 1995[5]
- Lataxiena fimbriata (Hinds, 1844)[6]
- Lataxiena habropenos Houart, 1995[7]
- Lataxiena mixta Houart, 1995[8]